# Pseudexomilus bicarinatus
Pseudexomilus bicarinatus é uma espécie de gastrópode do gênero Pseudexomilus, pertencente a família Horaiclavidae.